# Columelliaceae
Columelliaceae — родина дерев і кущів, поширених в Андах Південної Америки.
У таксономії APG II групу віднесено до порядку Lamiales, але дослідження 2008 року припустило, що ця родина є сестринською для Bruniaceae, і веб-сайт про філогенію покритонасінних пропонує включити це відкриття, розмістивши обидві родини в порядку Bruniales. Система APG III 2009 року дійсно поміщає Columelliaceae у Bruniales.